# タオルミーナ
タオルミーナ（イタリア語: Taormina, シチリア語: Taurmina o Taummina）は、イタリア共和国シチリア州メッシーナ県にある、人口約11,000人の基礎自治体（コムーネ）。
古名はタウロメニオン（Tauromenion）、タウロメニウム（Tauromenium）。
タオルミーナはシチリア島の他の都市と同様に古代ギリシャおよびローマ帝国の支配下にあり当時の神殿や遺跡を今に伝えている。古くから親しまれている観光地の一つで、『グラン・ブルー』など映画の舞台としても知られている。

## 地理

### 位置・広がり
タオルミーナはタウロ山の中腹に位置する。近世に海岸道路が建設される前、カターニアとメッシーナを往来する人間はこの町を経由しなければならなかった。
気候は温暖で、亜熱帯性の植物が繁茂している。

#### 隣接コムーネ
隣接するコムーネは以下の通り。括弧内のCTはカターニア県所属を示す。
- カラタビアーノ (CT)
- カステルモーラ
- カスティリオーネ・ディ・シチーリア (CT)
- ガッジ
- ジャルディーニ＝ナクソス
- レトイアンニ

## 行政

### 分離集落
タオルミーナには、以下の分離集落（フラツィオーネ）がある。
- Chianchitta, Mazzarò, Mazzeo, Trappitello, Villagonia

## 歴史
タオルミーナは元来シケル人の集落で、紀元前392年にシラクサの傭兵によって占領される。紀元前358年にアテナイ、紀元前315年にはカルタゴによって町が占領される。
シチリア島の反乱を鎮圧したローマ皇帝アウグストゥスは全てのタオルミーナの住民を流刑に処して町を植民地化し、海を海賊から解放したと豪語した。ナウマキエと呼ばれる遺構には、かつてローマのシチリア反乱の鎮圧にまつわる彫刻や記念碑が飾られていたと考えられている。
中世のイスラーム勢力によるシチリア攻撃において、東ローマ帝国の総督府はタオルミーナを拠点として抵抗した。
2017年5月26日-27日、当地にて主要先進国首脳会議（タオルミーナ・サミット）が開催。

## 産業
タオルミーナではマーマレードが生産されるほか、周辺では硫黄が産出される。

## 人口
|      | 1966年 | 1981年 | 1998年 | 2013年 |
| ---- | ------ | ------ | ------ | ------ |
| 人口 | 7,700  | 10,000 | 9,500  | 11,114 |

## 観光
海に突き出た崖の上に建つギリシャ劇場 （Teatro greco） が建設された経緯には不明な点が多く、建材に使われたレンガからローマ時代に劇場が改修されたことが判明している。劇場客席から舞台中央を通しエトナ山を望める。ジュゼッペ・ガリバルディがシチリアに上陸する誤報が届けられた日にちなんで名付けられた4月9日広場は多くの観光客で賑わい眼下に地中海が広がる。
1983年以降、タオルミーナでは毎年7～8月に芸術祭が開催されている。

### 主な観光名所
- ドゥオーモ (Duomo), 12世紀
- ギリシャ劇場（Teatro greco)
- コルヴァーヤ宮殿 (Palazzo Corvaja), 14世紀
- サント・ステファーノの公爵宮殿 (Palazzo Duchi di Santo Stefano), 16世紀
- ベッラ島

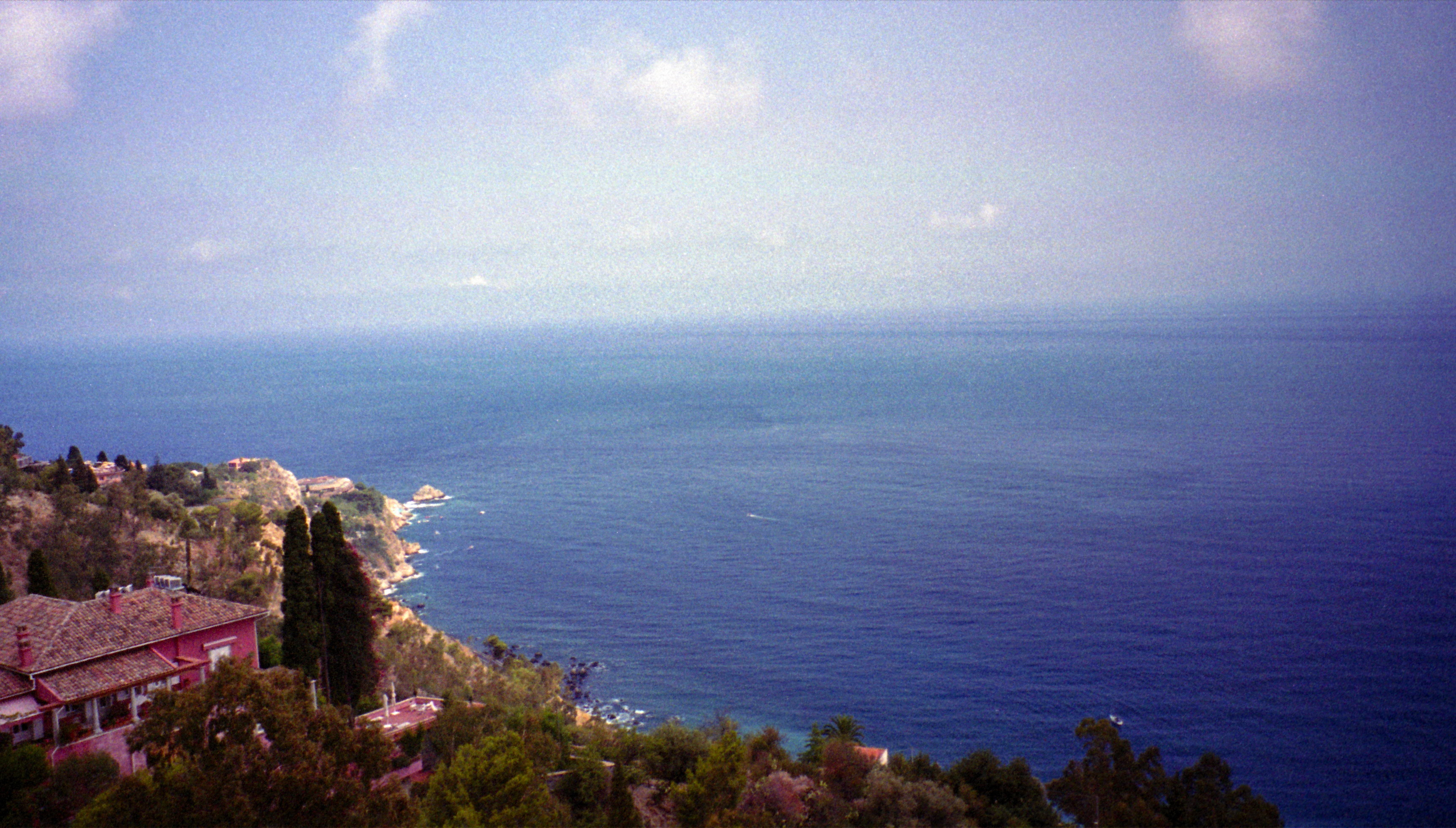
イオニア海を望む
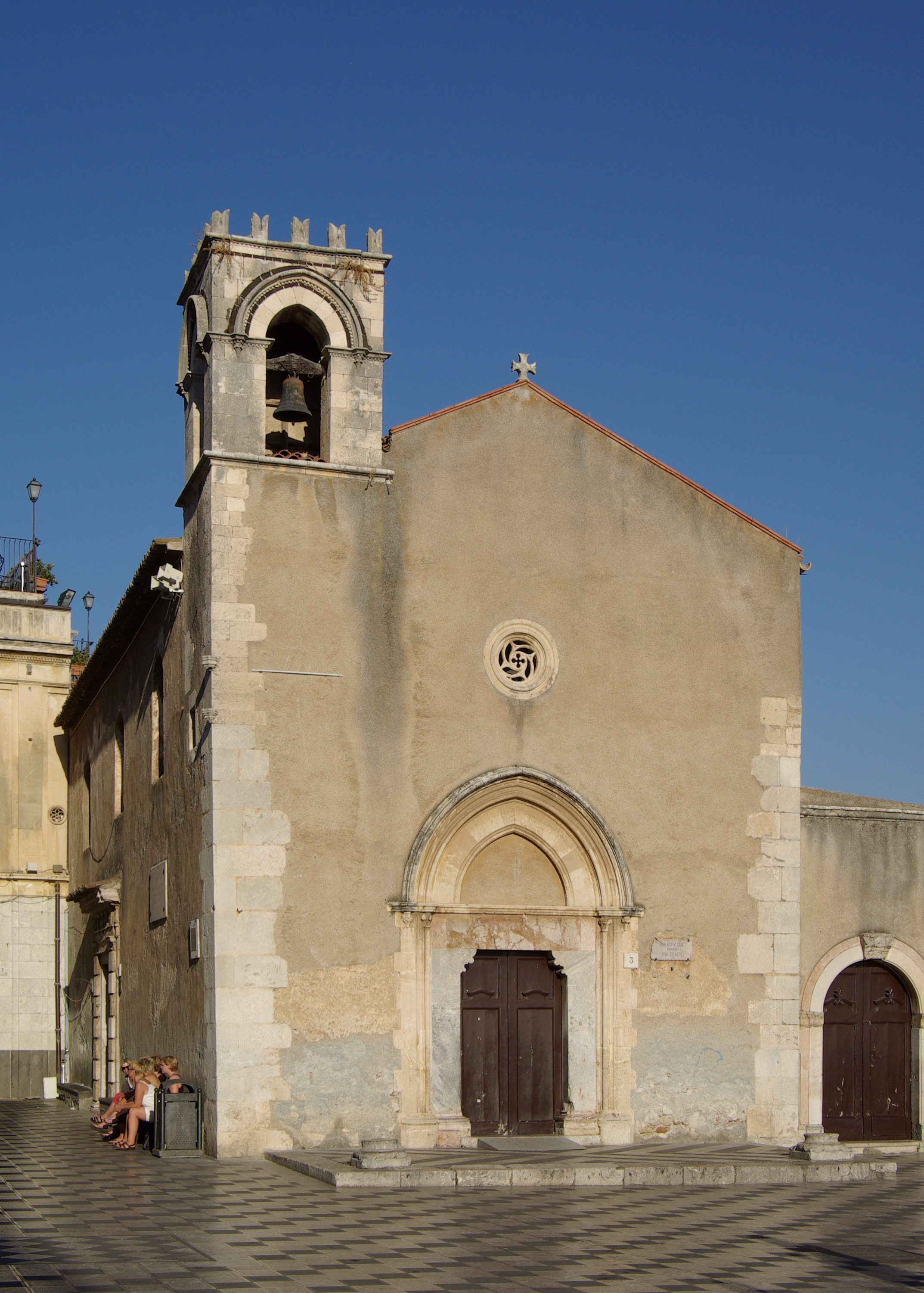
サンタゴスティーノ教会
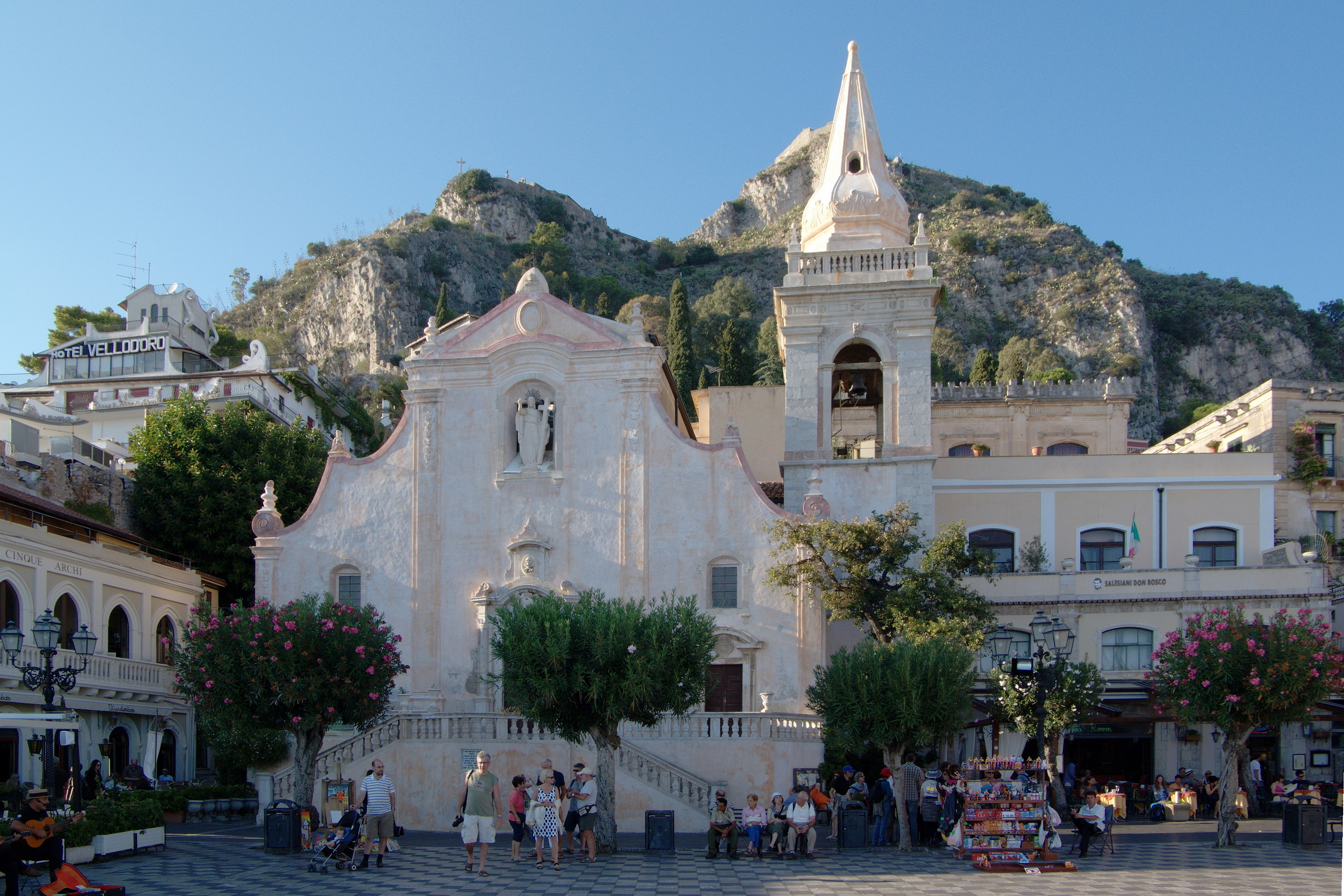
サン・ジュゼッペ教会
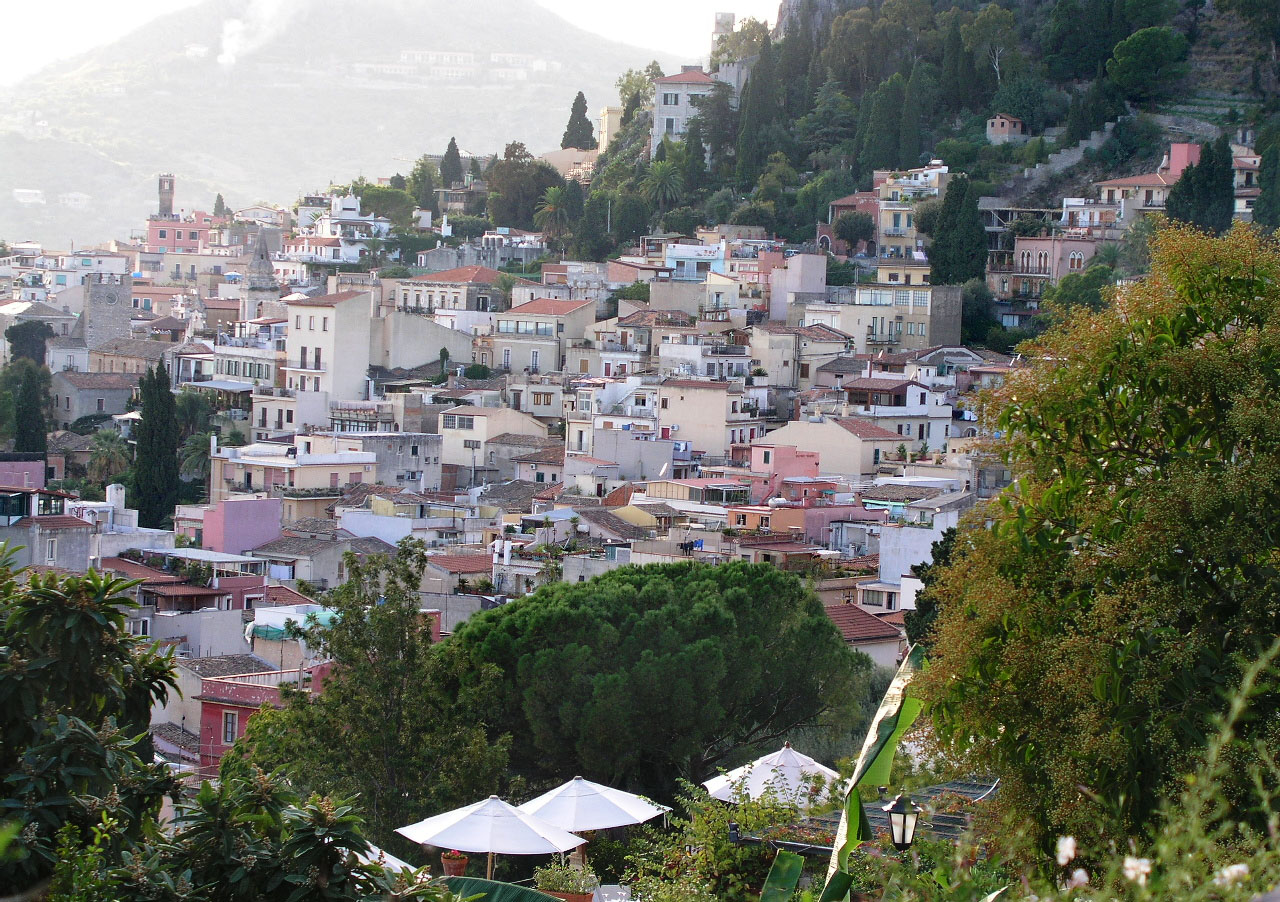
ギリシャ劇場からみた景色
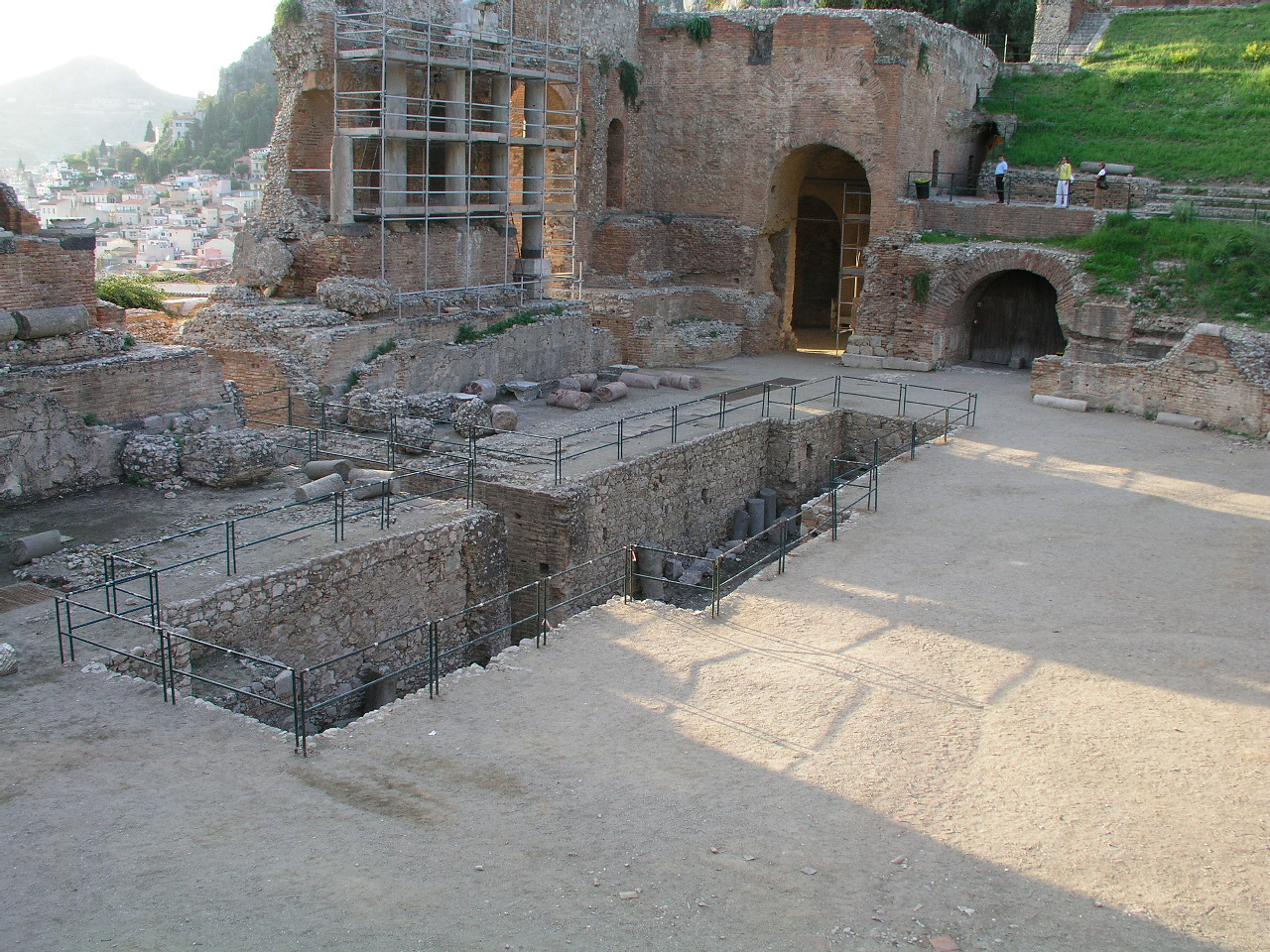
ギリシャ劇場の舞台
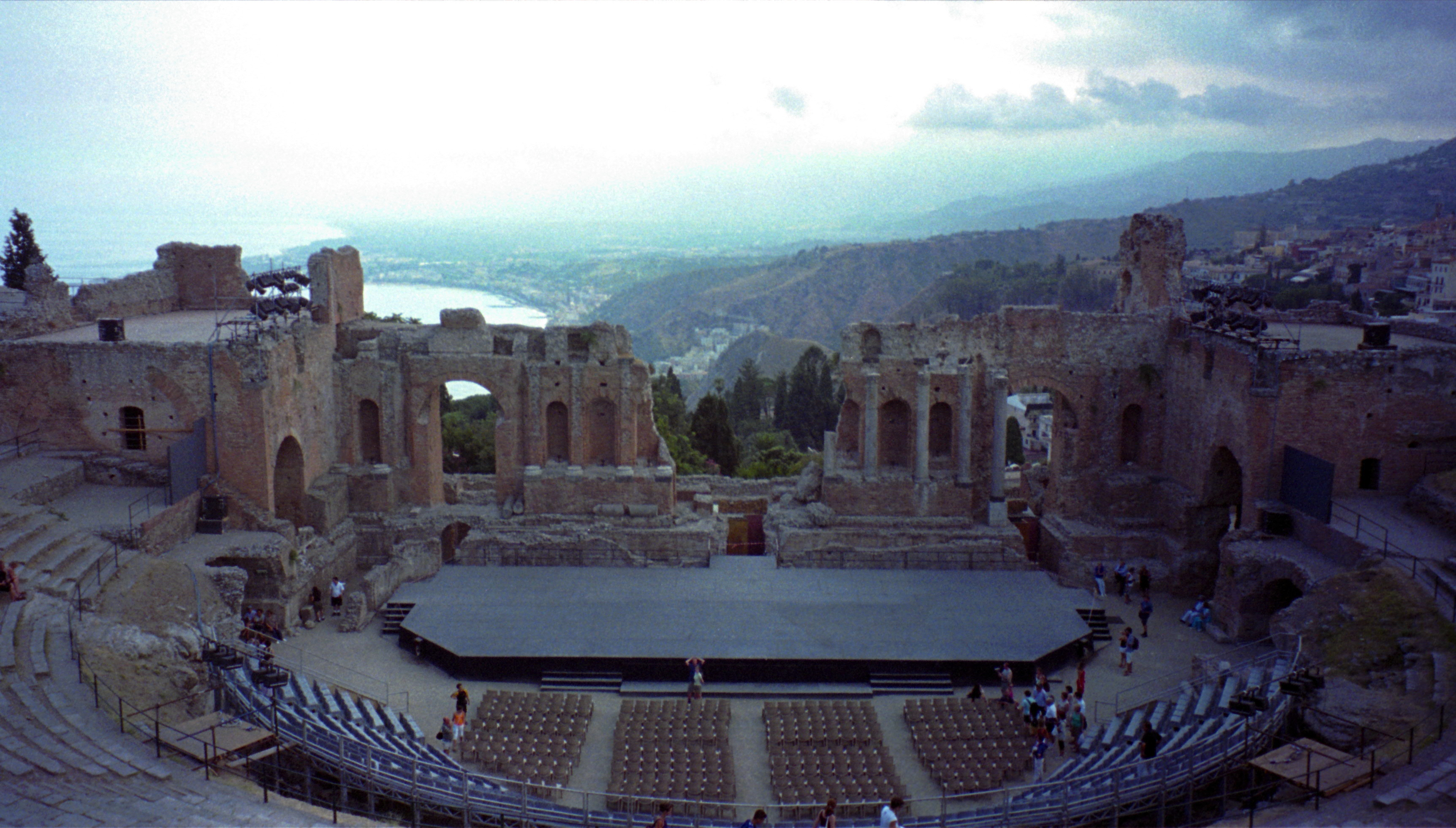
ギリシャ劇場
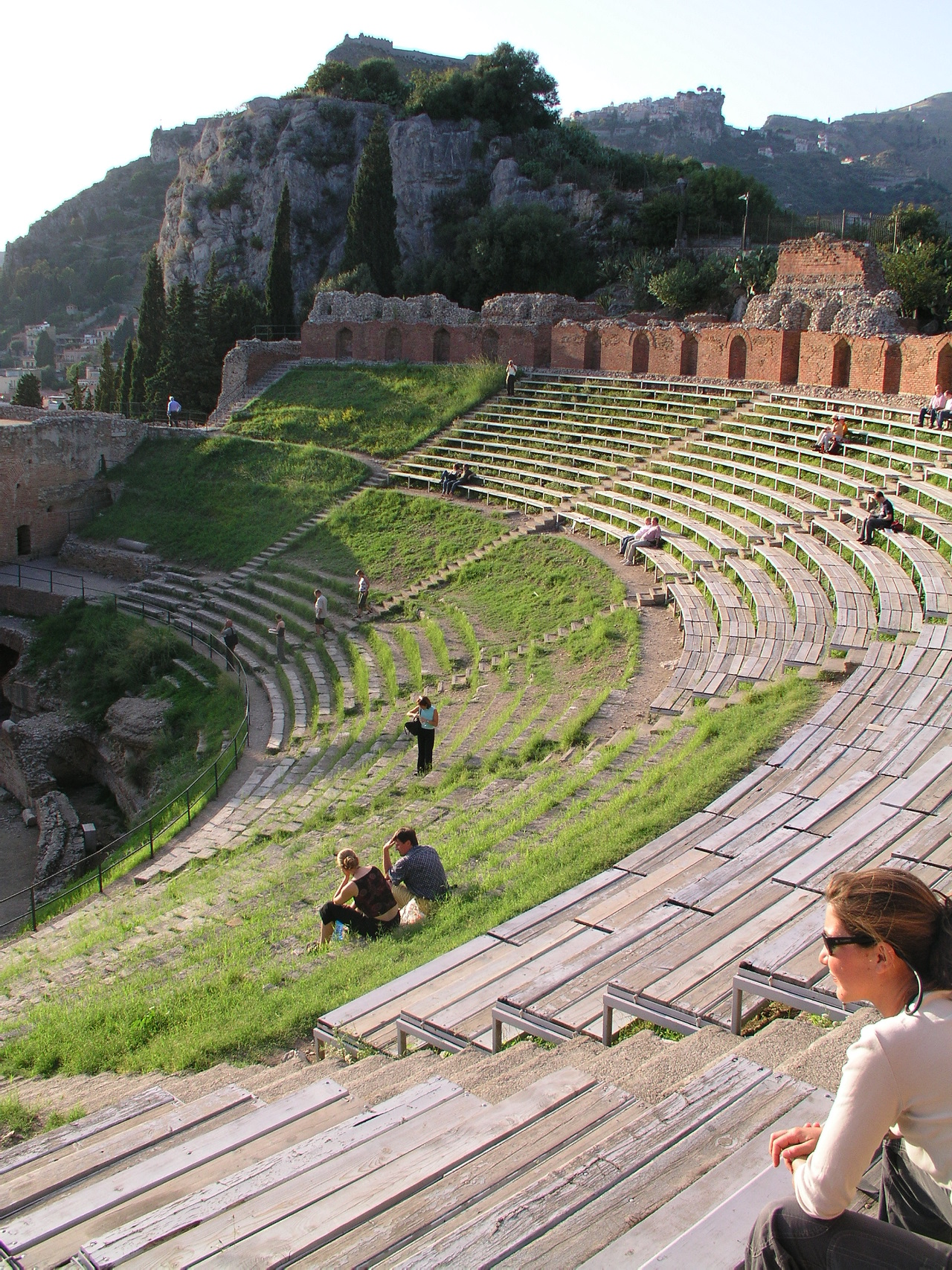
ギリシャ劇場の観客席
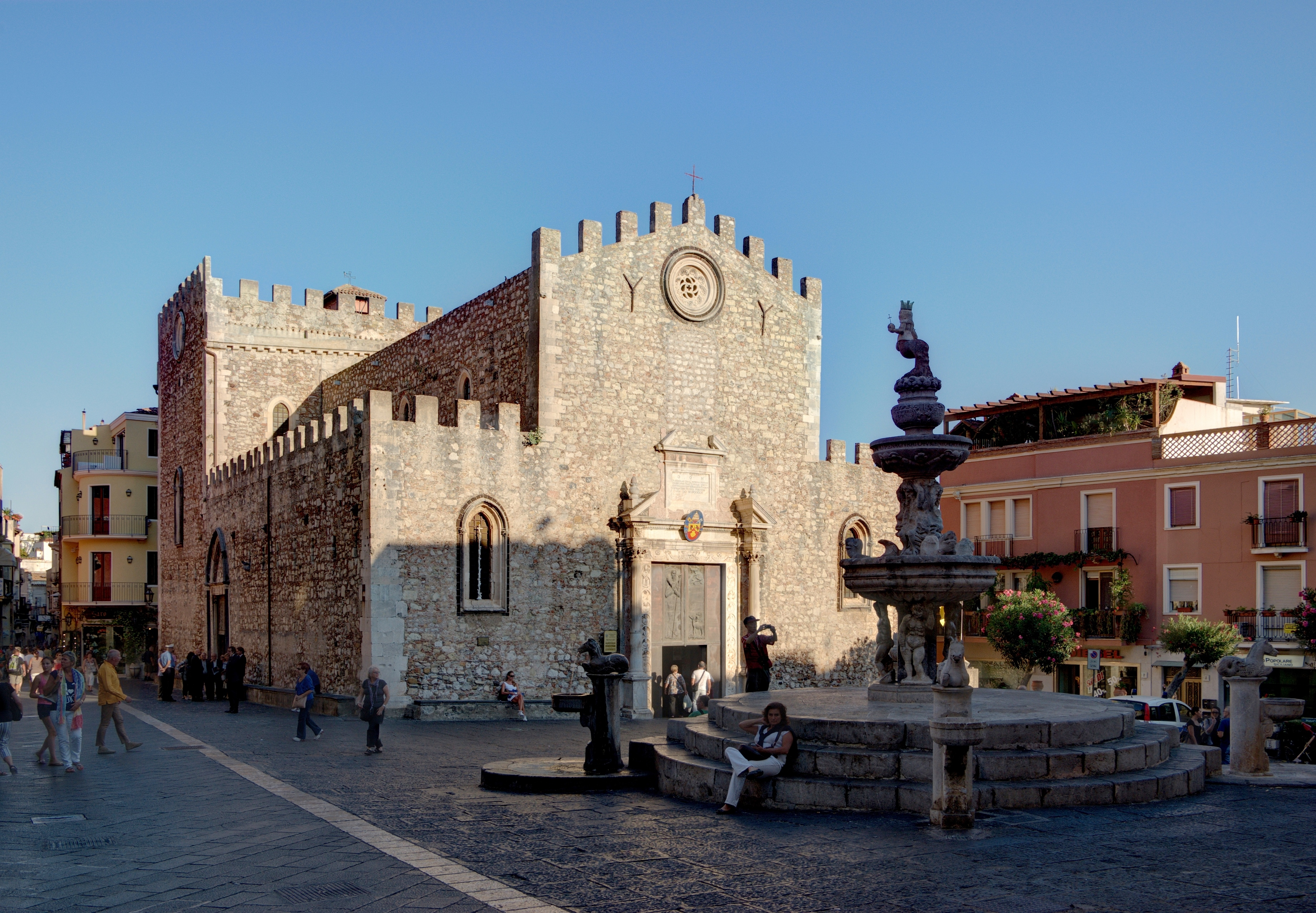
カッテドラーレ
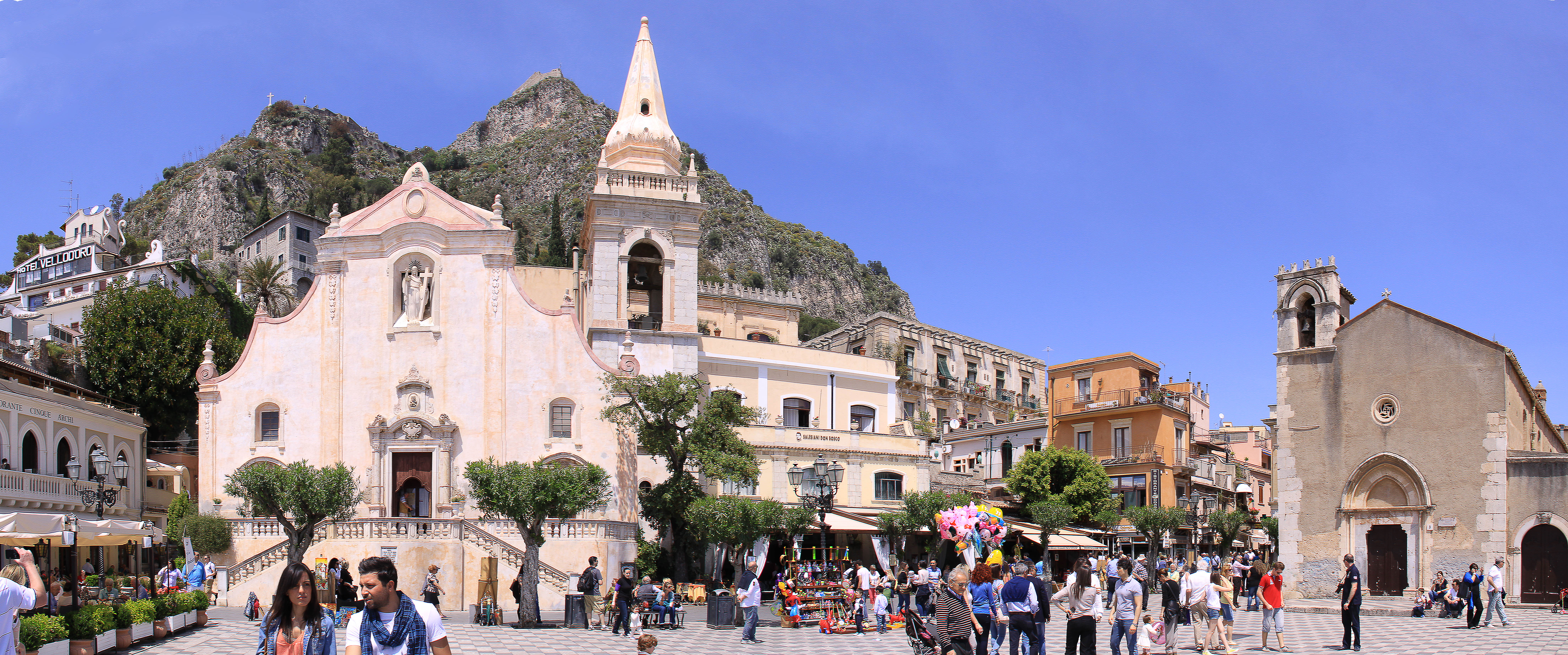
4月9日広場